# Brytestuhög
Brytestuhög er en gravhøj som er ligger vest for Hammarlöv i Hammarlöv sogn i Trelleborgs kommun i Skåne.
Brytestuhög er omkring 15 meter i diameter og 2,5 meter høj. Den har en affladet top, lettere ujævn overflade og den er skadet i kanten, så en brat kant på 10-50 cm er opstået. På højen vokser en eg. Højen er dateret til bronze- eller jernalderen.